# Экономика преступления и наказания
Экономика преступления и наказания — раздел экономической теории, рассматривающий преступника как рационального индивида. В данном разделе экономики рассматриваются преступления, связанные не с психологическими мотивами или отклонениями, а с осознанным выбором индивида, сравнившего преимущества разных профессий и выбравшего криминальную карьеру. Такое представление позволяет строить математические модели, в основе которых лежит рациональное поведение преступника. 
В соответствии с экономическим подходом к анализу равновесного уровня правонарушений, преступность можно рассматривать как специфичный рынок, на котором, как и на обычном рынке, существует спрос и предложение. Предложение определяется готовностью преступников совершать правонарушения и зависит от таких факторов, как строгость наказания или легальных альтернатив заработка. Спрос формируется из потребности людей в результатах нелегальной деятельности, например, спрос на наркотические средства или краденое имущество.

## Индивидуальное решение о совершении преступления
Согласно подходу Гэри Беккера, условие того, что индивид пойдёт на противоправное действие, можно математически описать следующим образом: 
{\displaystyle (1-p)\cdot U(W_{S})-p\cdot S>U(W_{L})}
Здесь {\displaystyle {\boldsymbol {p}}} - вероятность быть пойманным, U() - функция полезности индивида, S - санкции, понесённые в случае поимки, например, штраф, {\displaystyle \mathbf {W} _{S}}и {\displaystyle \mathbf {W} _{L}}- соответственно доходы от преступной и легальной деятельности.  
Левая часть неравенства характеризует то, что связано с преступностью, правая - полезность от законного заработка. Логично, что если неравенство будет выполнено, индивид при прочих равных предпочтёт нарушить закон.  
Таким образом, исходя из данной модели, власть может воздействовать на уровень преступности не только напрямую, ужесточив наказание. Государство также может вкладывать деньги в совершенствование аппарата поимки преступников, пытаться снизить преступные доходы или повысить легальный заработок.

## Уровень преступности
Основные факторы образования равновесного уровня преступности:
- готовность людей совершать преступления ради выгоды

вероятность ареста, осуждения и наказания; меры наказания; доходы от альтернативных видов легальной и нелегальной деятельности; риск безработицы; изначальный уровень благосостояния
- поведение потенциальных жертв и потребителей нелегальных товаров

величина спроса на нелегальные товары, спрос на средства защиты (сейфы, сигнализацию, охрану)
- меры, принимаемые государством

осуществляя поимку преступников, государство вводит своеобразный "налог" на преступные виды деятельности, выражаемые в риске быть пойманным.
Оптимальный с точки зрения общества объём правонарушений - когда предельные издержки каждой правоохранительной меры равны предельной выгоде от неё.

## Эмпирические исследования
Несмотря на то, что бывает достаточно сложно получить достоверные данные для анализа нелегальной деятельности, развитие данного раздела науки происходит за счёт эконометрических исследований, проверяющих влияние различных факторов на уровень преступности.
При анализе связи между безработицей и уровнем преступности, не все исследования подтверждают ее наличие. Однако, существует чёткая взаимосвязь между уровнем безработицы и преступности среди молодёжи.
Также при анализе доходов рабочих без высшего образования было показано, что снижение заработка таких работников влечёт значительное повышение уровня преступности. Стоит отметить, что многие молодые люди, имеющие отношение к преступности, также имеют работу, и величина зарплаты влияет на принимаемое ими решение по поводу нелегальной деятельности. 
Множество работ, рассматривающих влияние повышения уровня образования на преступность, исследуют эффект увеличения возраста окончания школы. Например, как увеличение данного возраста с 15 до 16 лет в Англии в 1973, так и аналогичное исследование в США указывают на то, что на преступность можно воздействовать через образование.